# Celebi (Pokémon)
Celebi is een Pokémon-wezen. Een Celebi is een mythische Pokémon (legendarische Pokémon die niet in de normale gameplay te krijgen is) die kan tijdreizen.
Qua uiterlijk heeft de Pokémon groene voeten, gekromde antennes, vleugels en blauwe ogen met zwarte randen. Hij is geschapen door Arceus om samen met Shaymin de aarde te beplanten. Deze Pokémon kan als weinige tijdreizen. Zijn bijnaam is 'de stem van het woud'. Als je hem hoort schreeuwen mag je je niet bewegen. Dat kan je herkennen als de bomenbladeren blauw beginnen te gloeien. Anders kan hij je meenemen naar een andere tijd. Deze Pokémon is een Grass en Psychic Pokémon. Hij heeft de kracht om hele bossen te vernietigen. Zijn krachtigste aanval is "Leaf Storm".

## Celebi in Pokémon Dungeon: Explorers of time/dark/sky
Opvallend is dat Celebi in bovengenoemde Nintendo DS-spelen roze is in plaats van groen (een Pokémon met een andere kleur dan normaal wordt ook weleens een shiny Pokémon genoemd) en vrouwelijk is (Celebi wordt voortdurend met 'zij' genoemd, maar als de speler moet samenwerken met Celebi en de gelegenheid heeft om het geslacht en het level van de Pokémon te bekijken, wordt er geschreven dat Celebi geen geslacht heeft).

## Ruilkaartenspel
Celebi kaarten bestaan er in verschillende types. Er bestaan acht standaard Celebi kaarten, waarvan er twee het type Psychic, één het type Colorless en vijf het type Grass (hiervan is er één enkel in Japan uitgebracht) hebben. Verder bestaat er nog: één Grass-type Shining Celebi kaart, twee Grass-type Timeless Celebi kaarten (enkel in Japan), een Grass-type en een Psychic-type Celebi ex kaart, een Grass/Darkness-type Dark Celebi kaart, een Grass-type ____'s Celebi-kaart (enkel in Japan), een Grass-type PokéPark's Celebi kaart, een Grass-type Celebi ☆-kaart, een Grass-type Celebi-EX kaart (enkel in Japan) en een Darkness-type combinatiekaart: Zorua and Celebi.

## Verkrijgbaarheid in de spellen
Celebi is slechts beperkt verkrijgbaar geweest buiten Japan. Celebi wordt ook gezien als een van de zeldzaamste Pokémon van allemaal, omdat er buiten Japan nooit een mogelijkheid is geweest om Celebi zonder events of cheats te verkrijgen.
In de Japanse versie van Pokémon Crystal is Celebi te verkrijgen in Ilex Forest, door in het altaar dat daar staat een item genaamd de GS Ball te leggen. De enige manier om deze GS Ball te krijgen was door je Gameboy met Pokémon Crystal (Japanse versie) te verbinden met een mobiele telefoon via een zogenaamde 'Pokémon Mobile System GB'. Hierdoor werd een in-game event in gang gezet waardoor je, na een aantal eisen te hebben vervuld, de GS Ball krijgt. De Pokémon Mobile System GB is nooit buiten Japan verkrijgbaar geweest, hierdoor was de enige manier om Celebi te krijgen in de rest van de wereld via events.
In de derde generatie spellen was Celebi wederom slechts verkrijgbaar in Japan, via de Pokémon Colosseum Bonus Disc. Als je Pokémon Colosseum helemaal had uitgespeeld kon je deze disc gebruiken om een Celebi te ruilen naar de GameBoy Advance spellen.
In de vierde generatie was er geen mogelijkheid om Celebi in-game te verkrijgen. In Nederland is in 2011 wel een event geweest waarbij je een Celebi van level 50 naar je spellen kon downloaden. In maart 2016 is er een Celebi event geweest ter ere van het 20-jarig bestaan van Pokémon. Vooralsnog is dit een van de weinige (legale) manier om Celebi te krijgen buiten Japan.